# ۳۷۳ (میلادی)
۳۷۳ (میلادی) سیصد و هفتاد و سومین سال تقویم میلادی است.

## درگذشتگان
- ۲ مه – آتاناسیوس، کشیش مصری